# Tour de Colombie 2016
Le Tour de Colombie 2016 a lieu du 13 au 26 juin 2016. La Vuelta a Colombia "¡Infraestructura en Marcha!" (nom officiel) est inscrite au calendrier de l'UCI America Tour 2016, en catégorie 2.2.

## Présentation

### Équipes
Vingt équipes prennent part à la compétition. Jusqu'à quelques heures du début de l'épreuve, vingt-deux formations étaient prévues. C'est tout d'abord l'équipe "Ecuador" qui fait défection, peu de jours avant le départ. Elle est remplacée au pied levé par la formation "Bolívar Sí Avanza - IDERBOL" avec comme tête d'affiche Félix Barón. Mais, cette dernière ainsi que celle d'"IMRD Chía" ne se trouvent pas à Turbaco pour disputer le contre-la-montre initial de cette nouvelle édition du Tour de Colombie.
| Dossards | Équipe                                                                      |
| -------- | --------------------------------------------------------------------------- |
| 1-8      | EPM Tigo - Une - Área Metropolitana                                         |
| 11-18    | Manzana Postobón                                                            |
| 21-28    | GW Shimano - Chaoyang - Envía                                               |
| 31-38    | Raza de Campeones                                                           |
| 41-48    | Movistar Team América                                                       |
| 51-58    | Strongman - Campagnolo - Wilier                                             |
| 61-68    | Aguardiente Antioqueño - Lotería de Medellín - IDEA - Indeportes Antioquia  |
| 71-78    | Coldeportes - Claro - Zenú                                                  |
| 81-88    | EBSA Empresa de Energía de Boyacá                                           |
| 91-98    | Mundial de Tornillos - Formesan - Pijaos Web                                |
| 101-108  | Indeportes - IMRD Cota - 4WD Rent a Car                                     |
| 111-118  | Supergiros - Gane - Redetrans                                               |
| 121-128  | Autolarte - Postal - JB Ropa Deportiva - Rionegro                           |
| 131-138  | FF AA Fuerzas Armadas - Ejército Nacional                                   |
| 141-148  | Sogamoso - Argos - Cooservisios - IDRS                                      |
| 151-158  | Pinturas Bler - Team Wilches - Colpatria                                    |
| 171-178  | Multi Repuestos Bosa - Carnaval del Pollo - Coyote store - Tolima es pasión |
| 191-198  | Team Sonora - Dimonex                                                       |
| 201-206  | Jamis                                                                       |
| 211-216  | Sélection nationale du Rwanda                                               |

Rodrigo Pacheco, directeur technique de l'équipe tolimense "Mundial de Tornillos-Formesan-Pijaos Web", croit au succès des siens. Il vise non seulement la victoire au classement général individuel mais aussi le classement par équipes et le gain d'étapes. Il compte pour cela sur Fabio Montenegro (recrue toute récente) et sur Alejandro Serna. Ce dernier, fort de son Top ten et de sa victoire d'étape dans le Tour de Colombie 2015, rêve de podium et de gagner une étape. Alors que Montenegro, déjà deux fois vainqueur du classement du meilleur grimpeur (en 2006 et en 2008) aimerait remporter un troisième trophée dans cette spécialité.
Rafael Antonio Niño, manager de la formation "EBSA" et sextuple vainqueur du Tour de Colombie, se fixe comme objectifs une ou deux victoires d'étape et placer un de ses hommes dans les cinq premiers au classement général. Il pense à Álvaro Gómez ou à Óscar Rivera, bons grimpeurs. Celui-ci espère gagner une étape comme l'an dernier et lutter pour le titre.
Jorge Arbeláez, stratège de l'équipe "Coldeportes-Claro", annonce qu'indiscutablement l'objectif est le titre. Il veut améliorer les résultats de l'année précédente alors que les coureurs de sa formation ont remporté deux étapes, le classement par équipes et placé trois des leurs dans les cinq premiers en 2015. Il table sur l'expérience de ses hommes, dont la moitié a couru en Europe. L'osmose s'est faite avec les autres et la bonne entente qui règne au sein du groupe constitue un atout, selon lui. Luis Felipe Laverde, troisième l'année précédente, et Miguel Ángel Rubiano, leader de l'épreuve pendant une semaine en 2014, confirment qu'ils ont trois ou quatre coureurs capable de gagner la course. Sur un plan personnel, Laverde attend le déroulement de l'épreuve pour avoir un objectif propre. Tandis que Rubiano déclare avoir une revanche à prendre par rapport à 2014 (où il perd la tête de la course à deux jours de l'arrivée). Quant à Camilo Gómez, son équipe lui paraît plus forte que l'année précédente. Cinquième un an auparavant, il veut améliorer son classement et se voit vainqueur de l'épreuve.
Andrés Felipe Torres, jeune directeur sportif (d'à peine vingt-six ans) des "GW Shimano - Chaoyang - Envía", annonce que l'objectif est de conquérir le titre. Il voit au terme de la compétition Edward Díaz remporter la catégorie Espoir, Óscar Pachón le trophée des grimpeurs et une ou deux étapes gagnées. Quant à son leader Walter Pedraza, il espère monter de nouveau sur le podium, onze ans après.
Libardo Leyton, directeur sportif de la formation "Movistar Team América", considère qu'il est temps pour son sponsor principal d'inscrire son nom au palmarès du Tour de Colombie, en remerciement de son soutien. Il trouve ses coureurs très motivés grâce aux résultats acquis en début de saison, fruits du travail effectué avec des psychologues, des préparateurs physiques et un médecin du sport. Les pièces maîtresses du groupe de téléphonie mobile sont le Bolivien Óscar Soliz et le Llanero Omar Mendoza. Soliz avait dû abandonner le Tour 2015 pour raisons de santé. Il revient avec la volonté d'être protagoniste et de lutter pour être sur le podium (ou un de ses coéquipiers). Outre Mendoza, il ajoute à son nom Cristian Talero comme prétendant à la victoire finale. Omar Mendoza a pris confiance avec sa victoire au Clásico RCN 2015. Il se dit en excellente condition comme le prouve son succès dans la récente Vuelta a Antioquia. Il se voit progresser d'année en année et espère gagner la Vuelta, lui ou Soliz.
En analysant la composition des "Supergiros-Gane-Redetrans", le podium dont rêve leur manager Luis Fernando Otálvaro semble possible. L'arrivée d'hommes expérimentés comme Mauricio Ortega ou Marlon Pérez pour épauler Danny Osorio renforce les possibilités de briguer des victoires d'étape ou une des marches du podium final. Ortega, deuxième en 2008 et en 2015, est un homme familier des podiums finals. Osorio, après une saison gâchée par les blessures, retrouve son niveau de 2014 qui lui a permis de finir sixième du Tour de Colombie et troisième du Clásico RCN, comme le prouve sa deuxième place lors de la dernière Vuelta a Antioquia. Ce coureur qui vaut le Top ten aspire au podium. La pointe de vitesse de Marlon Pérez peut faire espérer des victoires d'étapes en cas d'arrivée massive ou plus sûrement en petit comité. Il ambitionne de se vêtir du maillot de leader. Enfin, il ne faut pas oublier l'apport et le talent d'hommes comme Ronald Gómez ou Carlos Ospina habitués à être acteurs dans des compétitions comme le Tour national.
Après la victoire dans la Vuelta de la Juventud et des prestations remarquables dans les derniers Clásico RCN et Tour de San Luis, l'équipe Strongman-Campagnolo-Wilier s'attaque à son premier Tour de Colombie. Avec l'appui de leurs coéquipiers, le directeur technique Luis Alfonso Cely pense que Carlos Becerra et Nicolás Paredes vont jouer un grand rôle.
Víctor Hugo Peña étrenne ses fonctions de directeur sportif en prenant les commandes d'une nouvelle formation, le "Team Sonora-Dimonex", aboutissement d'un projet vieux de deux ans. Le Tour de Colombie 2016 est la première course disputée par l'équipe. Après neuf années passées en Europe (les deux dernières dans une WorldTeam), José Serpa réintègre les rangs d'une équipe colombienne. Peña désire que ses coureurs pèsent sur la course et désigne Serpa comme candidat au titre. Celui-ci est entouré d'hommes d'expérience comme Pedro Herrera ou Fernando Camargo,.
Le vainqueur de l'édition 2009, le Vénézuélien José Rujano prend part à la compétition avec la formation bogotanaise "Multi Repuestos Bosa". Rujano a pour objectif de peaufiner sa préparation pour les Jeux olympiques. Même si cela lui semble compliquer de remporter l'épreuve, il espère être un adversaire coriace pour les favoris. Il escompte augmenter le nombre de ses victoires d'étapes (au nombre de cinq actuellement), lui qui vient de terminer sixième des championnats panaméricains. Par ailleurs Miguel Cendales et Marvin Angarita intègrent également le groupe.
Alex Cano, victime d'une fracture du fémur au mois de mars, espère pourtant s'imposer dans la Vuelta. Conscient de n'être pas à cent pour cent, sa victoire dans la dernière Vuelta Marco Fidel Suárez le rassure. L'absence de difficulté majeure lors de la première semaine de cette 66e édition lui permettra d'affiner sa condition physique. Gabriel Jaime Vélez, le directeur technique des "Aguardiente Antioqueño - Lotería de Medellín", vise également le podium malgré le manque de compétition de ses coureurs.
La formation "Manzana Postobón" vient au départ avec l'intention de glaner des victoires d'étapes par l'intermédiaire de son sprinter Sebastián Molano et de s'imposer dans le classement des moins de vingt-trois ans soit grâce à Aldemar Reyes, soit grâce à Hernán Aguirre.
Selon Óscar Sevilla, l'objectif des "EPM Tigo - Une" est de conserver leur titre, peu importe avec qui. Cependant, vainqueur des trois dernières éditions, Sevilla est le chef de file de cette équipe à l'aise sur tous les terrains. De plus, ce bloc compact a été renforcé par l'apport de Fabio Duarte, Cayetano Sarmiento et Edward Beltrán, anciens professionnels en Europe.

### Favoris
Óscar Sevilla est donné par tout le monde comme le favori pour se succéder à lui-même.
Par ailleurs quatre cyclistes, sanctionnés pour dopage, font leur retour sur le Tour de Colombie, cette année. Luis Largo, suspendu deux ans à la suite d'un contrôle subi hors compétition lorsqu'il faisait partie du Team Colombia, revient au sein de l'équipe "Multi Repuestos Bosa". En 2013, avec la formation "EBSA", il fut un éphémère leader du Tour de Colombie et le vainqueur de la Vuelta a Cundinamarca. Un autre Boyacense Salvador Moreno et deux Santandereanos Jonathan Millán et Aristóbulo Cala reprennent la compétition également.

## Les étapes
| Étape     | Date    | Villes étapes                     | type                        | Distance (km) | Vainqueur d'étape     | Leader du classement général |
| --------- | ------- | --------------------------------- | --------------------------- | ------------- | --------------------- | ---------------------------- |
| 1re étape | 13 juin | Turbaco – Arjona                  | contre-la-montre individuel | 11,3          | Óscar Sevilla         | Óscar Sevilla                |
| 2e étape  | 14 juin | Carthagène des Indes – La Cansona | étape vallonnée             | 128,6         | Fabio Montenegro      | Óscar Sevilla                |
| 3e étape  | 15 juin | Sincelejo – Montería              | étape de plaine             | 126,8         | Lucas Sebastián Haedo | Óscar Sevilla                |
| 4e étape  | 16 juin | Montería – Caucasia               | étape de plaine             | 118,6         | Sebastián Molano      | Óscar Sevilla                |
| 5e étape  | 17 juin | Yarumal – Bello                   | étape de moyenne montagne   | 113,5         | Lucas Sebastián Haedo | Óscar Sevilla                |
| 6e étape  | 18 juin | Medellín – Alto de Las Palmas     | contre-la-montre en côte    | 17            | Mauricio Ortega       | Óscar Sevilla                |
| 7e étape  | 19 juin | Caldas – Manizales                | étape de montagne           | 183,1         | Mauricio Ortega       | Mauricio Ortega              |
|           | 20 juin | Journée de repos                  | Journée de repos            |               |                       |                              |
| 8e étape  | 21 juin | Manizales – Santa Rosa de Cabal   | étape vallonnée             | 124,9         | Frank Osorio          | Mauricio Ortega              |
| 9e étape  | 22 juin | Pereira – Cali                    | étape de plaine             | 214,8         | Jairo Salas           | Mauricio Ortega              |
| 10e étape | 23 juin | Buga – Salento                    | étape de moyenne montagne   | 143           | Cristhian Montoya     | Mauricio Ortega              |
| 11e étape | 24 juin | Salento – Ibagué                  | étape de montagne           | 169           | Alexis Camacho        | Mauricio Ortega              |
| 12e étape | 25 juin | Ibagué – Cota                     | étape de plaine             | 218,6         | Juan Pablo Suárez     | Mauricio Ortega              |
| 13e étape | 26 juin | Sopó – Tunja                      | étape vallonnée             | 173,6         | Wilson Marentes       | Mauricio Ortega              |

## Récit de la course

### 1reétape
Le triple vainqueur Óscar Sevilla prend le pouvoir dès l'entame de cette 66e édition. Il s'impose dans le contre-la-montre inaugural de 11 km, disputé entre les municipalités bolivarenses de Turbaco et Arjona.
En tant que tenant du titre, Sevilla s'élance le dernier des cent cinquante-cinq participants. Bénéficiant semble-t-il de conditions aérologiques favorables, il bat de quatre secondes, le meilleur temps, réalisé par Omar Mendoza, parti une minute avant lui. Sur un parcours rigoureusement plat, le Colombo-espagnol, âgé de 39 ans, réalise 12 min 6 s, à la moyenne horaire de 54,85 km/h.

### 2eétape
Óscar Sevilla conforte son avance au classement général dans une étape menant le peloton de Carthagène à une arrivée inédite à los Montes de María, située dans la vereda de La Cansona (municipalité d'El Carmen de Bolívar). Après 128,6 km d'effort, Fabio Montenegro s'impose devant Sevilla.
Une fugue de trois coureurs occupe le devant de la scène une partie de la matinée. Puis le dernier d'entre-eux Carlos Julián Quintero s'isole. Il est rejoint à moins de dix kilomètres de l'arrivée par six hommes. Les tentatives de fugue se multiplient et Mauricio Ortega s'extrait à trois kilomètres de l'arrivée. Dans les derniers mille mètres, Ortega est dépassé par le grimpeur explosif Fabio Montenegro. Ce dernier devance sur la ligne de quelques mètres trois hommes Sevilla, Freddy Montaña et Camilo Gómez. Quintero prend la tête du classement des étapes volantes, Fabio Montenegro celui de la montagne. Omar Mendoza incapable de suivre le rythme du Colombo-espagnol perd vingt secondes supplémentaires et Ortega vingt-trois.

### 3eétape
Óscar Sevilla conserve son maillot de leader dans une étape qui se termine par un sprint massif. La journée, reliant la capitale du département de Sucre, Sincelejo à celle de Córdoba, Montería, voit la victoire de Lucas Sebastián Haedo, premier succès d'un Argentin en soixante-quatre ans dans la Vuelta.
La fugue du jour comprend cinq hommes qui se partagent les trois étapes volantes de l'étape. Elle prend fin dans les faubourgs de Montería, à seulement cinq kilomètres de l'arrivée. L'emballage final est conclu victorieusement par Haedo qui devance deux Colombiens Jairo Salas et Sebastián Molano.

### 4eétape
L'étape est la revanche de la veille avec un nouveau sprint massif en conclusion d'un parcours développant 113,5 km et menant les participants de Montería à Caucasia, dans le département d'Antioquia. Óscar Sevilla garde sa position en haut de la hiérarchie.
La journée se déroule à un rythme effréné. Les tentatives d'échappée sont muselées rapidement par le peloton. Seuls trois coureurs obtiennent un bon de sortie. Cristián Torres, présent dans l'échappée, en profite pour s'emparer de la tête du classement des étapes volantes, l'ancien leader de ce classement, Carlos Julián Quintero ne pouvant défendre ses chances. Comme son coéquipier Miguel Ángel Rubiano et les frères Wilches, Quintero se voit interdire le départ pour avoir une double licence. Quelques jours avant le Tour de Colombie, ces quatre coureurs se sont, en effet, engagés avec une formation chinoise, en vue de disputer quelques courses sur le continent asiatique lors du deuxième semestre. Contrôlés par les coéquipiers de Sevilla, les fugueurs sont absorbés par le peloton après le dernier sprint bonification où ils chutent. Les équipes préparent alors l'arrivée pour leur coureur le plus véloce. À Caucasia, Sebastián Molano s'impose devant Lucas Sebastián Haedo, Weimar Roldán et le reste du peloton relégué à une seconde. Néanmoins Haedo dépossède Sevilla de la tête du classement par points.

### 5eétape
Pour le troisième jour consécutif, l'étape, disputée totalement dans le département d'Antioquia entre les municipalités de Yarumal et Bello, se termine au sprint. Après 118,8 km, Lucas Sebastián Haedo s'impose pour la seconde fois tandis qu'Óscar Sevilla n'est pas inquiété.

### 6eétape
Mauricio Ortega prend sa revanche alors qu'Óscar Sevilla conserve sa position au sommet du classement général.
L'étape du jour est une cronoescalada, un contre-la-montre en côte. Le départ est donné devant l'Edificio Intelligente de EPM (siège social des Empresas Públicas de Medellín). Le tracé, développant 17,5 km se situe intégralement dans la municipalité de Medellín. Pour monter des rues de la ville vers l'Alto de Las Palmas (es), quatre variantes sont possibles. Celle, proposée aux participants, dite de San Diego, est réputée la plus facile, bien que classée en première catégorie par les organisateurs. Les 15,6 derniers kilomètres ont une pente moyenne de 6,6 %.
L'année précédente, Ortega perdait le Tour de Colombie lors de la dernière étape, identique à celle-ci. Cette fois-ci, en tête à tous les classements intermédiaires, il devance son "bourreau" de 2015 de cinquante-quatre secondes. Ce qui lui permet de se replacer à la deuxième place du classement général, à seize secondes d'Óscar Sevilla. Diego Calderón, de l'équipe "Pinturas Bler - Team Wilches", en réalisant 43 min 49 s, fixe le premier temps de référence. Il faut attendre cinquante concurrents et Óscar Rivera, de la formation "EBSA" pour voir son "chrono" battu. Rivera réussit 43 min 11 s. Longtemps imbattable, il faut attendre le passage des dix derniers participants pour voir son temps surclassé. C'est d'abord le leader des moins de vingt-trois ans, Aldemar Reyes (Manzana Postobón) qui réalise 42 min 54 s. Il terminera troisième de l'étape. Puis Mauricio Ortega, en tête aux pointages intermédiaires, effectue le parcours en 41 min 55 s. Alex Cano échoue à 1 min 10 s du membre de la formation "Supergiros". Seul le leader de la course réussit à s'intercaler entre Reyes et Ortega. À quatre secondes au km 6, à trente-six secondes au km 12, Sevilla finit à cinquante-quatre secondes de son dauphin de l'année précédente.

### 11eétape
Alexis Camacho remporte l'étape tandis qu'Óscar Sevilla grignote son retard sur Mauricio Ortega.
Les coureurs joignent Salento à Ibagué, en passant par la redoutée ascension de l'alto de la Línea, classée en hors catégorie. Cette journée est considérée comme l'étape reine de cette 66e édition. Elle voit Mauricio Ortega être un des grands protagonistes du jour, en dynamitant le peloton dans le fameux col. De son côté, vainqueur la veille, Cristhian Montoya est le grand malchanceux du jour, en chutant dès les premiers kilomètres, il doit abandonner la compétition.
Le premier col de la journée (placé sept kilomètres après le départ) sélectionne la première échappée. Le quintet est cependant neutralisé dans la montée de l'alto de la Línea. La bataille tant escomptée n'a pas lieu, et l'ascension se fait sur un tempo relativement paisible. Mauricio Ortega attaque alors et se détache. Il passe au sommet avec cinquante et une secondes d'avance sur Fabio Montenegro et une minute sur un trio composé de Fernando Camargo, Fabio Duarte et Óscar Sevilla. Robinson Chalapud est à 2 min 30 s, Aldemar Reyes plus loin encore, il passe avec un retard de 3 min 55 s. Dans la descente, Ortega est rejoint par neuf hommes. Robinson Chalapud, Óscar Álvarez, Fabio Montenegro et Carlos Becerra, entre autres, sont à 1 min 40 s. Ortega passe de nouveau en tête de l'ultime difficulté de la journée, Álvarez et consorts voient leur retard grimper à 2 min 34 s. À quarante kilomètres de l'arrivée, l'écart est maintenant de 3 min 52 s. Óscar Sevilla grappille une seconde sur le leader à un sprint bonification, où le groupe poursuivant, emmené par Aldemar Reyes, est pointé à 4 min 30 s. Álvaro Gómez ne peut suivre le rythme et laisse ses neuf compagnons d'échappée. Lors de la dernière étape volante, la différence est de 5 min 55 s. Le jour sans continue pour Aldemar Reyes qui chute, tout comme Robinson Chalapud. Alexis Camacho, Luis Felipe Laverde, Alejandro Ramírez et Fabio Duarte s'enfuient pour disputer la victoire d'étape dans la capitale musicale du pays. Alexis Camacho s'impose devant le stade Murillo Toro. Aldemar Reyes et Robinson Chalapud mais aussi Óscar Álvarez, Fabio Montenegro, Carlos Becerra, Fernando Camargo ou Omar Mendoza arrivent avec un retard de 8 min 23 s sur Camacho. Óscar Sevilla grignote deux autres secondes sur la ligne d'arrivée et pointe, désormais, à quatre secondes du leader. Aldemar Reyes (quatrième au matin) est maintenant dixième au général, alors qu'Alexis Camacho et Camilo Gómez font leur apparition dans le Top ten.

## Classements finals

### Classement général final
105 coureurs terminent l'épreuve.
| \| Classement général \| Classement général \| Classement général \| Classement général \| Classement général \| \| Coureur \| Coureur \| Pays \| Équipe \| Temps \| \| ------------------ \| ------------------- \| ------------------ \| ------------------------------------------ \| ------------------ \| \| 1er \| Mauricio Ortega \| Colombie \| Supergiros-Redetrans \| 41 h 44 min 00 s \| \| 2e \| Óscar Sevilla \| Espagne \| EPM-Tigo-Une-Área Metropolitana \| + 2 s \| \| 3e \| Alex Cano \| Colombie \| Aguardiente Antioqueño-Lotería de Medellín \| + 1 min 05 s \| \| 4e \| Fabio Duarte \| Colombie \| EPM-Tigo-Une-Área Metropolitana \| + 3 min 20 s \| \| 5e \| Alejandro Ramírez \| Colombie \| Coldeportes-Claro \| + 3 min 47 s \| \| 6e \| Luis Felipe Laverde \| Colombie \| Coldeportes-Claro \| + 4 min 08 s \| \| 7e \| Óscar Rivera \| Colombie \| EBSA Empresa de Energía Boyacá \| + 4 min 33 s \| \| 8e \| Alexis Camacho \| Colombie \| GW Shimano \| + 4 min 39 s \| \| 9e \| Camilo Gómez \| Colombie \| Coldeportes-Claro \| + 6 min 40 s \| \| 10e \| Aldemar Reyes \| Colombie \| Manzana Postobón \| + 11 min 54 s \| |                     |          |                                            |                  |
| |                     |          |                                            |                  |
| |                     |          |                                            |                  |
| Classement général |                     |          |                                            |                  |
| Coureur | Coureur             | Pays     | Équipe                                     | Temps            |
| 1er | Mauricio Ortega     | Colombie | Supergiros-Redetrans                       | 41 h 44 min 00 s |
| 2e | Óscar Sevilla       | Espagne  | EPM-Tigo-Une-Área Metropolitana            | + 2 s            |
| 3e | Alex Cano           | Colombie | Aguardiente Antioqueño-Lotería de Medellín | + 1 min 05 s     |
| 4e | Fabio Duarte        | Colombie | EPM-Tigo-Une-Área Metropolitana            | + 3 min 20 s     |
| 5e | Alejandro Ramírez   | Colombie | Coldeportes-Claro                          | + 3 min 47 s     |
| 6e | Luis Felipe Laverde | Colombie | Coldeportes-Claro                          | + 4 min 08 s     |
| 7e | Óscar Rivera        | Colombie | EBSA Empresa de Energía Boyacá             | + 4 min 33 s     |
| 8e | Alexis Camacho      | Colombie | GW Shimano                                 | + 4 min 39 s     |
| 9e | Camilo Gómez        | Colombie | Coldeportes-Claro                          | + 6 min 40 s     |
| 10e | Aldemar Reyes       | Colombie | Manzana Postobón                           | + 11 min 54 s    |

### Classements annexes
| Classement par équipes | Classement par équipes                                                     | Classement par équipes | Classement par équipes |
|                        | Équipe                                                                     | Pays                   | Temps                  |
| ---------------------- | -------------------------------------------------------------------------- | ---------------------- | ---------------------- |
| 1re                    | Coldeportes - Claro - Zenú                                                 | Colombie               | en 125 h 20 min 26 s   |
| 2e                     | EPM Tigo - Une - Área Metropolitana                                        | Colombie               | + 5 min 34 s           |
| 3e                     | Aguardiente Antioqueño - Lotería de Medellín - IDEA - Indeportes Antioquia | Colombie               | + 15 min 25 s          |
| modifier               |                                                                            |                        |                        |

| Classement de la montagne | Classement de la montagne | Classement de la montagne | Classement de la montagne                    | Classement de la montagne |
| ------------------------- | ------------------------- | ------------------------- | -------------------------------------------- | ------------------------- |
|                           | Coureur                   | Pays                      | Équipe                                       | Point(s)                  |
| 1er                       | Mauricio Ortega           | Colombie                  | Supergiros - Gane - Redetrans                | 45 points                 |
| 2e                        | Fabio Montenegro          | Colombie                  | Mundial de Tornillos - Formesan - Pijaos Web | 22 pts                    |
| 3e                        | Óscar Sevilla             | Espagne                   | EPM Tigo - Une - Área Metropolitana          | 18 pts                    |
| modifier                  |                           |                           |                                              |                           |

| Classement du meilleur jeune | Classement du meilleur jeune | Classement du meilleur jeune | Classement du meilleur jeune | Classement du meilleur jeune |
|                              | Coureur                      | Pays                         | Équipe                       | Temps                        |
| ---------------------------- | ---------------------------- | ---------------------------- | ---------------------------- | ---------------------------- |
| 1er                          | Aldemar Reyes                | Colombie                     | Manzana Postobón             | en 41 h 55 min 54 s          |
| 2e                           | Hernán Aguirre               | Colombie                     | Manzana Postobón             | + 15 min 48 s                |
| 3e                           | Wilmar Paredes               | Colombie                     | Manzana Postobón             | + 52 min 16 s                |
| modifier                     |                              |                              |                              |                              |

| Classement par points | Classement par points | Classement par points | Classement par points                                                      | Classement par points |
| --------------------- | --------------------- | --------------------- | -------------------------------------------------------------------------- | --------------------- |
|                       | Coureur               | Pays                  | Équipe                                                                     | Point(s)              |
| 1er                   | Óscar Sevilla         | Espagne               | EPM Tigo - Une - Área Metropolitana                                        | 82 points             |
| 2e                    | Alex Cano             | Colombie              | Aguardiente Antioqueño - Lotería de Medellín - IDEA - Indeportes Antioquia | 59 pts                |
| 3e                    | Mauricio Ortega       | Colombie              | Supergiros - Gane - Redetrans                                              | 51 pts                |
| modifier              |                       |                       |                                                                            |                       |

## Évolution des classements
| Étapes             | Vainqueur             | Classement général | Classement du meilleur jeune | Classement de la montagne | Classement par points | Classement des étapes volantes | Classement par équipes                                                     |
| ------------------ | --------------------- | ------------------ | ---------------------------- | ------------------------- | --------------------- | ------------------------------ | -------------------------------------------------------------------------- |
| 1re étape          | Óscar Sevilla         | Óscar Sevilla      | Juan Felipe Osorio           | Juan Pablo Rendón         | Óscar Sevilla         | Janier Acevedo                 | EPM Tigo - Une - Área Metropolitana                                        |
| 2e étape           | Fabio Montenegro      | Óscar Sevilla      | Aldemar Reyes                | Fabio Montenegro          | Óscar Sevilla         | Carlos Julián Quintero         | Aguardiente Antioqueño - Lotería de Medellín - IDEA - Indeportes Antioquia |
| 3e étape           | Lucas Sebastián Haedo | Óscar Sevilla      | Aldemar Reyes                | Fabio Montenegro          | Óscar Sevilla         | Carlos Julián Quintero         | Aguardiente Antioqueño - Lotería de Medellín - IDEA - Indeportes Antioquia |
| 4e étape           | Sebastián Molano      | Óscar Sevilla      | Aldemar Reyes                | Fabio Montenegro          | Lucas Sebastián Haedo | Cristián Torres                | Aguardiente Antioqueño - Lotería de Medellín - IDEA - Indeportes Antioquia |
| 5e étape           | Lucas Sebastián Haedo | Óscar Sevilla      | Aldemar Reyes                | Fabio Montenegro          | Lucas Sebastián Haedo | Cristián Torres                | Aguardiente Antioqueño - Lotería de Medellín - IDEA - Indeportes Antioquia |
| 6e étape           | Mauricio Ortega       | Óscar Sevilla      | Aldemar Reyes                | Mauricio Ortega           | Lucas Sebastián Haedo | Cristián Torres                | Aguardiente Antioqueño - Lotería de Medellín - IDEA - Indeportes Antioquia |
| 7e étape           | Mauricio Ortega       | Mauricio Ortega    | Aldemar Reyes                | Mauricio Ortega           | Óscar Sevilla         | Cristián Torres                | Aguardiente Antioqueño - Lotería de Medellín - IDEA - Indeportes Antioquia |
| 8e étape           | Frank Osorio          | Mauricio Ortega    | Aldemar Reyes                | Mauricio Ortega           | Óscar Sevilla         | Cristián Torres                | Aguardiente Antioqueño - Lotería de Medellín - IDEA - Indeportes Antioquia |
| 9e étape           | Jairo Salas           | Mauricio Ortega    | Aldemar Reyes                | Mauricio Ortega           | Óscar Sevilla         | Steven Cuesta                  | Aguardiente Antioqueño - Lotería de Medellín - IDEA - Indeportes Antioquia |
| 10e étape          | Cristhian Montoya     | Mauricio Ortega    | Aldemar Reyes                | Mauricio Ortega           | Óscar Sevilla         | Steven Cuesta                  | Aguardiente Antioqueño - Lotería de Medellín - IDEA - Indeportes Antioquia |
| 11e étape          | Alexis Camacho        | Mauricio Ortega    | Aldemar Reyes                | Mauricio Ortega           | Óscar Sevilla         | Steven Cuesta                  | Coldeportes - Claro - Zenú                                                 |
| 12e étape          | Juan Pablo Suárez     | Mauricio Ortega    | Aldemar Reyes                | Mauricio Ortega           | Óscar Sevilla         | Steven Cuesta                  | Coldeportes - Claro - Zenú                                                 |
| 13e étape          | Wilson Marentes       | Mauricio Ortega    | Aldemar Reyes                | Mauricio Ortega           | Óscar Sevilla         | Steven Cuesta                  | Coldeportes - Claro - Zenú                                                 |
| Classements finals | Classements finals    | Mauricio Ortega    | Aldemar Reyes                | Mauricio Ortega           | Óscar Sevilla         | Steven Cuesta                  | Coldeportes - Claro - Zenú                                                 |

## Liste des participants
- Liste de départ complète

| Légende                                | Légende                                                                                                  | Légende                         | Légende |
| -------------------------------------- | --- | ------------------------------- | --- |
| Num                                    | Dossard de départ porté par le coureur sur ce Tour de Colombie                                           | Pos                             | Position finale au classement général |
| Leader du classement général           | Indique le vainqueur du classement général                                                               | Leader du classement par points | Indique le vainqueur du classement par points |
|                                        | Indique le vainqueur du classement de la montagne                                                        |                                 | Indique le vainqueur du classement des étapes volantes |
| Leader du classement du meilleur jeune | Indique le vainqueur du classement des moins de 23 ans                                                   |                                 | Indique le vainqueur du classement des néophytes |
| *                                      | Indique un coureur en lice pour le maillot bleu (coureurs nés après le 1er janvier 1994)                 | **                              | Indique un coureur en lice pour le classement du meilleur néophyte (coureurs nés après le 1er janvier 1994, n'ayant jamais participé au Tour de Colombie). |
|                                        | Indique le vainqueur du classement du meilleur étranger                                                  |                                 | Indique un maillot de champion national ou mondial, suivi de sa spécialité                                                                                 |
| #                                      | Indique la meilleure équipe                                                                              |                                 | |
| NP                                     | Indique un coureur qui n'a pas pris le départ d'une étape, suivi du numéro de l'étape où il s'est retiré | AB                              | Indique un coureur qui n'a pas terminé une étape, suivi du numéro de l'étape où il s'est retiré                                                            |
| HD                                     | Indique un coureur qui a terminé une étape hors des délais, suivi du numéro de l'étape                   | EX                              | Indique un coureur exclu pour non-respect du règlement, suivi du numéro de l'étape où il s'est fait exclure                                                |

| EPM Tigo - Une - Área Metropolitana EPM | EPM Tigo - Une - Área Metropolitana EPM | EPM Tigo - Une - Área Metropolitana EPM |
| --------------------------------------- | --------------------------------------- | --------------------------------------- |
| Num                                     | Coureur                                 | Pos                                     |
| 1                                       | Óscar Sevilla Colombie Espagne          | 2e                                      |
| 2                                       | Fabio Duarte Colombie                   | 4e                                      |
| 3                                       | Juan Pablo Suárez Colombie              | 19e                                     |
| 4                                       | Cayetano Sarmiento Colombie             | 33e                                     |
| 5                                       | Róbigzon Oyola Colombie                 | AB-13                                   |
| 6                                       | Edward Beltrán Colombie                 | AB-13                                   |
| 7                                       | Weimar Roldán Colombie                  | AB-13                                   |
| 8                                       | Óscar Álvarez Colombie                  | 11e                                     |
| Directeur sportif : Gabriel Jaime Mesa  |                                         |                                         |

| Manzana Postobón MZN                          | Manzana Postobón MZN         | Manzana Postobón MZN |
| --------------------------------------------- | ---------------------------- | -------------------- |
| Num                                           | Coureur                      | Pos                  |
| 11                                            | Aldemar Reyes Colombie*      | 10e                  |
| 12                                            | Wilmar Paredes Colombie*     | 56e                  |
| 13                                            | Sebastián Molano Colombie*   | AB-10                |
| 14                                            | Juan Felipe Osorio Colombie* | 79e                  |
| 15                                            | Bernardo Suaza Colombie      | 32e                  |
| 16                                            | Juan Pablo Villegas Colombie | AB-10                |
| 17                                            | Hernán Parra Colombie        | 76e                  |
| 18                                            | Hernán Aguirre Colombie*     | 27e                  |
| Directeur sportif : Luis Fernando Saldarriaga |                              |                      |

| GW Shimano - Chaoyang - Envía GWS        | GW Shimano - Chaoyang - Envía GWS | GW Shimano - Chaoyang - Envía GWS |
| ---------------------------------------- | --------------------------------- | --------------------------------- |
| Num                                      | Coureur                           | Pos                               |
| 21                                       | Walter Pedraza Colombie           | 23e                               |
| 22                                       | Alexis Camacho Colombie           | 8e                                |
| 23                                       | Arley Montoya Colombie            | 28e                               |
| 24                                       | Óscar Pachón Colombie             | 81e                               |
| 25                                       | Frank Osorio Colombie             | 25e                               |
| 26                                       | Juan Alejandro García Colombie    | 87e                               |
| 27                                       | Edward Díaz Colombie**            | 82e                               |
| 28                                       | Camilo Pérez Colombie             | 44e                               |
| Directeur sportif : Andrés Felipe Torres |                                   |                                   |

| Raza de Campeones BRC                   | Raza de Campeones BRC        | Raza de Campeones BRC |
| --------------------------------------- | ---------------------------- | --------------------- |
| Num                                     | Coureur                      | Pos                   |
| 31                                      | Heiner Parra Colombie        | AB-5                  |
| 32                                      | Jeffry Romero Colombie       | 57e                   |
| 33                                      | Carlos Andrés Parra Colombie | NP-11                 |
| 34                                      | Michael Rodríguez Colombie   | 36e                   |
| 35                                      | Iván Darío Bothia Colombie   | 63e                   |
| 36                                      | Yeison Chaparro Colombie     | AB-12                 |
| 37                                      | Javier Gómez Colombie        | AB-12                 |
| 38                                      | Diego Mancipe Colombie       | NP-5                  |
| Directeur sportif : Jorge Iván González |                              |                       |

| Movistar Team América MOT          | Movistar Team América MOT     | Movistar Team América MOT |
| ---------------------------------- | ----------------------------- | ------------------------- |
| Num                                | Coureur                       | Pos                       |
| 41                                 | Óscar Soliz Bolivie           | AB-12                     |
| 42                                 | José Leonel Díaz Colombie     | 49e                       |
| 43                                 | Wilson Cepeda Colombie        | 65e                       |
| 44                                 | Omar Mendoza Colombie         | 15e                       |
| 45                                 | Edwin Sánchez Colombie        | 75e                       |
| 46                                 | Brayan Ramírez Colombie       | 41e                       |
| 47                                 | Stiber Ortiz Colombie         | 66e                       |
| 48                                 | Luis Miguel Martínez Colombie | 59e                       |
| Directeur sportif : Libardo Leyton |                               |                           |

| Strongman - Campagnolo - Wilier SCQ   | Strongman - Campagnolo - Wilier SCQ | Strongman - Campagnolo - Wilier SCQ |
| ------------------------------------- | ----------------------------------- | ----------------------------------- |
| Num                                   | Coureur                             | Pos                                 |
| 51                                    | Carlos Becerra Colombie             | 14e                                 |
| 52                                    | Jonathan Millán Colombie            | 72e                                 |
| 53                                    | Nicolás Paredes Colombie            | AB-11                               |
| 54                                    | Steven Calderón Colombie            | 53e                                 |
| 55                                    | Óscar Sánchez Colombie              | 77e                                 |
| 56                                    | Jefferson Feo Colombie              | 43e                                 |
| 57                                    | Jaime Suaza Colombie                | NP-7                                |
| 58                                    | Jonathan Caicedo Équateur           | 68e                                 |
| Directeur sportif : Luis Alfonso Cely |                                     |                                     |

| Aguardiente Antioqueño - Lotería de Medellín - IDEA - Indeportes Antioquia AGT | Aguardiente Antioqueño - Lotería de Medellín - IDEA - Indeportes Antioquia AGT | Aguardiente Antioqueño - Lotería de Medellín - IDEA - Indeportes Antioquia AGT |
| ------------------------------------------------------------------------------ | ------------------------------------------------------------------------------ | ------------------------------------------------------------------------------ |
| Num                                                                            | Coureur                                                                        | Pos                                                                            |
| 61                                                                             | Alex Cano Colombie                                                             | 3e                                                                             |
| 62                                                                             | Cristhian Montoya Colombie                                                     | AB-11                                                                          |
| 63                                                                             | Rafael Montiel Colombie                                                        | 22e                                                                            |
| 64                                                                             | Alexander Gil Colombie                                                         | 12e                                                                            |
| 65                                                                             | Walter Vargas Colombie (CLM)                                                   | 64e                                                                            |
| 66                                                                             | Mauricio Ardila Colombie                                                       | 42e                                                                            |
| 67                                                                             | Juan Pablo Rendón Colombie                                                     | 48e                                                                            |
| 68                                                                             | Jairo Salas Colombie                                                           | 78e                                                                            |
| Directeur sportif : Gabriel Jaime Vélez                                        |                                                                                |                                                                                |

| Coldeportes - Claro - Zenú # COL   | Coldeportes - Claro - Zenú # COL | Coldeportes - Claro - Zenú # COL |
| ---------------------------------- | -------------------------------- | -------------------------------- |
| Num                                | Coureur                          | Pos                              |
| 71                                 | Camilo Gómez Colombie            | 9e                               |
| 72                                 | Luis Felipe Laverde Colombie     | 6e                               |
| 73                                 | Miguel Ángel Rubiano Colombie    | EX-4                             |
| 74                                 | Alejandro Ramírez Colombie       | 5e                               |
| 75                                 | Carlos Julián Quintero Colombie  | EX-4                             |
| 76                                 | John Martínez Colombie           | 16e                              |
| 77                                 | Dalivier Ospina Colombie         | AB-13                            |
| 78                                 | Juan Martín Mesa Colombie        | 58e                              |
| Directeur sportif : Jorge Arbeláez |                                  |                                  |

| EBSA Empresa de Energía de Boyacá EBS   | EBSA Empresa de Energía de Boyacá EBS | EBSA Empresa de Energía de Boyacá EBS |
| --------------------------------------- | ------------------------------------- | ------------------------------------- |
| Num                                     | Coureur                               | Pos                                   |
| 81                                      | Óscar Rivera Colombie                 | 7e                                    |
| 82                                      | Álvaro Gómez Colombie                 | 47e                                   |
| 83                                      | Wilson Marentes Colombie              | 24e                                   |
| 84                                      | Juan Pablo Forero Colombie            | NP-12                                 |
| 85                                      | Cristian Serrano Colombie             | 83e                                   |
| 86                                      | Jonathan Paredes Colombie             | 26e                                   |
| 87                                      | Pedro Nelson Torres Colombie          | 90e                                   |
| 88                                      | Antonio Alarcón Colombie              | 93e                                   |
| Directeur sportif : Rafael Antonio Niño |                                       |                                       |

| Mundial de Tornillos - Formesan - Pijaos web MDI | Mundial de Tornillos - Formesan - Pijaos web MDI | Mundial de Tornillos - Formesan - Pijaos web MDI |
| ------------------------------------------------ | ------------------------------------------------ | ------------------------------------------------ |
| Num                                              | Coureur                                          | Pos                                              |
| 91                                               | Robinson Chalapud Colombie                       | 13e                                              |
| 92                                               | Alejandro Serna Colombie                         | NP-5                                             |
| 93                                               | Diego Quintero Colombie                          | 55e                                              |
| 94                                               | Edwin Parra Colombie                             | AB-11                                            |
| 95                                               | Didier Chaparro Colombie                         | 50e                                              |
| 96                                               | Remberto Jaramillo Colombie                      | 38e                                              |
| 97                                               | Steven Giraldo Colombie                          | AB-13                                            |
| 98                                               | Fabio Montenegro Colombie                        | 34e                                              |
| Directeur sportif : Rodrigo Pacheco              |                                                  |                                                  |

| Indeportes - IMRD Cota - 4WD Rent a Car IND | Indeportes - IMRD Cota - 4WD Rent a Car IND | Indeportes - IMRD Cota - 4WD Rent a Car IND |
| ------------------------------------------- | ------------------------------------------- | ------------------------------------------- |
| Num                                         | Coureur                                     | Pos                                         |
| 101                                         | Freddy Montaña Colombie                     | AB-7                                        |
| 102                                         | Hugo Cabrera Colombie                       | 62e                                         |
| 103                                         | Juan José Carrero Colombie**                | 40e                                         |
| 104                                         | Camilo Castiblanco Colombie                 | 30e                                         |
| 105                                         | Jahir Pérez Colombie                        | EX-4                                        |
| 106                                         | José Salazar Colombie                       | AB-7                                        |
| 107                                         | Steven Cuesta Colombie**                    | 86e                                         |
| 108                                         | Jonathan Bohórquez Colombie**               | 80e                                         |
| Directeur sportif : Jahir Bernal            |                                             |                                             |

| Supergiros - Gane - Redetrans SUP          | Supergiros - Gane - Redetrans SUP | Supergiros - Gane - Redetrans SUP |
| ------------------------------------------ | --------------------------------- | --------------------------------- |
| Num                                        | Coureur                           | Pos                               |
| 111                                        | Danny Osorio Colombie             | 21e                               |
| 112                                        | Mauricio Ortega Colombie          | 1er                               |
| 113                                        | Carlos Ospina Colombie            | NP-6                              |
| 114                                        | Salvador Moreno Colombie          | 60e                               |
| 115                                        | Ronald Gómez Colombie             | AB-13                             |
| 116                                        | Jeferson Pérez Colombie           | 89e                               |
| 117                                        | Juan Guillermo Montoya Colombie   | 70e                               |
| 118                                        | Marlon Pérez Colombie             | 91e                               |
| Directeur sportif : Luis Fernando Otalvaro |                                   |                                   |

| Autolarte - Postal - JB Ropa Deportiva - Rionegro AUT | Autolarte - Postal - JB Ropa Deportiva - Rionegro AUT | Autolarte - Postal - JB Ropa Deportiva - Rionegro AUT |
| ----------------------------------------------------- | ----------------------------------------------------- | ----------------------------------------------------- |
| Num                                                   | Coureur                                               | Pos                                                   |
| 121                                                   | Vladimir López Colombie                               | EX-4                                                  |
| 122                                                   | Coulton Hartrich États-Unis                           | AB-13                                                 |
| 123                                                   | Cristián Torres Colombie                              | AB-13                                                 |
| 124                                                   | Carlos Vargas Colombie*                               | 101e                                                  |
| 125                                                   | Michael Henao Colombie                                | 51e                                                   |
| 126                                                   | Juan Diego Quintero Colombie                          | 94e                                                   |
| 127                                                   | Juan Restrepo Colombie                                | NP-12                                                 |
| 128                                                   | Cristian Gutiérrez Colombie                           | AB-13                                                 |
| Directeur sportif : Jhon Jaime Rivera                 |                                                       |                                                       |

| FF AA Fuerzas Armadas - Ejército Nacional FF- | FF AA Fuerzas Armadas - Ejército Nacional FF- | FF AA Fuerzas Armadas - Ejército Nacional FF- |
| --------------------------------------------- | --------------------------------------------- | --------------------------------------------- |
| Num                                           | Coureur                                       | Pos                                           |
| 131                                           | Wilinton Bustamante Colombie                  | 69e                                           |
| 132                                           | Yoedison Bustamante Colombie                  | 92e                                           |
| 133                                           | Jhon Fredy Avila Colombie                     | 102e                                          |
| 134                                           | Jairo Cruz Colombie                           | AB-7                                          |
| 135                                           | Andrés Penagos Colombie**                     | HD-6                                          |
| 136                                           | Nitor Devia Colombie**                        | HD-6                                          |
| 137                                           | Pablo Taborda Colombie**                      | 105e                                          |
| 138                                           | Jeferson Calderón Colombie**                  | NP-4                                          |
| Directeur sportif : José Jaime González       |                                               |                                               |

| Sogamoso - Argos - Cooservisios - IDRS SOG | Sogamoso - Argos - Cooservisios - IDRS SOG | Sogamoso - Argos - Cooservisios - IDRS SOG |
| ------------------------------------------ | ------------------------------------------ | ------------------------------------------ |
| Num                                        | Coureur                                    | Pos                                        |
| 141                                        | Christian Gutiérrez Colombie               | 67e                                        |
| 142                                        | Aristóbulo Cala Colombie                   | 39e                                        |
| 143                                        | Fernando Orjuela Colombie                  | 73e                                        |
| 144                                        | Carlos Alberto Díaz Colombie               | 45e                                        |
| 145                                        | Diego Soracá Colombie                      | 52e                                        |
| 146                                        | Yessid Rincón Colombie                     | 98e                                        |
| 147                                        | Andrés Guzman Colombie**                   | 84e                                        |
| 148                                        | Albeiro Rabón Colombie                     | 17e                                        |
| Directeur sportif : Rafael Acevedo         |                                            |                                            |

| Pinturas Bler - Team Wilches - Colpatria PIN | Pinturas Bler - Team Wilches - Colpatria PIN | Pinturas Bler - Team Wilches - Colpatria PIN |
| -------------------------------------------- | -------------------------------------------- | -------------------------------------------- |
| Num                                          | Coureur                                      | Pos                                          |
| 151                                          | Juan Pablo Wilches Colombie                  | EX-4                                         |
| 152                                          | Norberto Wilches Colombie                    | EX-4                                         |
| 153                                          | Diego Calderón Colombie                      | AB-10                                        |
| 154                                          | Daniel Balsero Colombie                      | 95e                                          |
| 155                                          | Kristian Yustre Colombie                     | 31e                                          |
| 156                                          | Juan David Vargas Colombie                   | AB-7                                         |
| 157                                          | Juan David Duarte Colombie                   | AB-13                                        |
| 158                                          | Miguel Ángel Reyes Colombie                  | 29e                                          |
| Directeur sportif : Pablo Wilches            |                                              |                                              |

| Multi Repuestos Bosa - Carnaval del Pollo - Coyote store - Tolima es pasión MUL | Multi Repuestos Bosa - Carnaval del Pollo - Coyote store - Tolima es pasión MUL | Multi Repuestos Bosa - Carnaval del Pollo - Coyote store - Tolima es pasión MUL |
| ------------------------------------------------------------------------------- | ------------------------------------------------------------------------------- | ------------------------------------------------------------------------------- |
| Num                                                                             | Coureur                                                                         | Pos                                                                             |
| 171                                                                             | José Rujano Venezuela                                                           | NP-8                                                                            |
| 172                                                                             | Jaime Vergara Colombie                                                          | 46e                                                                             |
| 173                                                                             | Camilo Tique Colombie                                                           | 99e                                                                             |
| 174                                                                             | Johan Colón Colombie**                                                          | 88e                                                                             |
| 175                                                                             | Miguel Cendales Colombie                                                        | 100e                                                                            |
| 176                                                                             | Luis Largo Colombie                                                             | 54e                                                                             |
| 177                                                                             | Marvin Angarita Colombie                                                        | 74e                                                                             |
| 178                                                                             | Juan Carlos Apache Colombie                                                     | 103e                                                                            |
| Directeur sportif : Nazario Arango                                              |                                                                                 |                                                                                 |

| Team Sonora - Dimonex TEA            | Team Sonora - Dimonex TEA    | Team Sonora - Dimonex TEA |
| ------------------------------------ | ---------------------------- | ------------------------- |
| Num                                  | Coureur                      | Pos                       |
| 191                                  | José Serpa Colombie          | 20e                       |
| 192                                  | Pedro Herrera Colombie       | 37e                       |
| 193                                  | Fernando Camargo Colombie    | 18e                       |
| 194                                  | John Alexander Pico Colombie | 96e                       |
| 195                                  | Cristian Tamayo Colombie     | 104e                      |
| 196                                  | Jefferson Vargas Colombie    | 97e                       |
| 197                                  | Yelko Gómez Panama           | 61e                       |
| 198                                  | José Jiménez Colombie        | 35e                       |
| Directeur sportif : Víctor Hugo Peña |                              |                           |

| Jamis JAM                               | Jamis JAM                       | Jamis JAM |
| --------------------------------------- | ------------------------------- | --------- |
| Num                                     | Coureur                         | Pos       |
| 201                                     | Janier Acevedo Colombie         | NP-7      |
| 202                                     | Brayan Sánchez Colombie**       | NP-5      |
| 203                                     | Lucas Sebastián Haedo Argentine | AB-13     |
| 204                                     | Luis Amarán Cuba                | AB-13     |
| 205                                     | Rubén Companioni Cuba           | AB-13     |
| 206                                     | Kyle Murphy États-Unis          | AB-7      |
| Directeur sportif : Sebastian Alexandre |                                 |           |

| Sélection nationale du Rwanda RWA    | Sélection nationale du Rwanda RWA | Sélection nationale du Rwanda RWA |
| ------------------------------------ | --------------------------------- | --------------------------------- |
| Num                                  | Coureur                           | Pos                               |
| 211                                  | Jean Bosco Nsengimana Rwanda      | AB-11                             |
| 212                                  | Samuel Mugisha Rwanda**           | AB-7                              |
| 213                                  | Camera Hakuzimana Rwanda          | 71e                               |
| 214                                  | Joseph Areruya Rwanda**           | 85e                               |
| 216                                  | Jean Cloude Uwizeye Rwanda**      | AB-7                              |
| Directeur sportif : Sterling Magnell |                                   |                                   |